# Palazzo Barolo

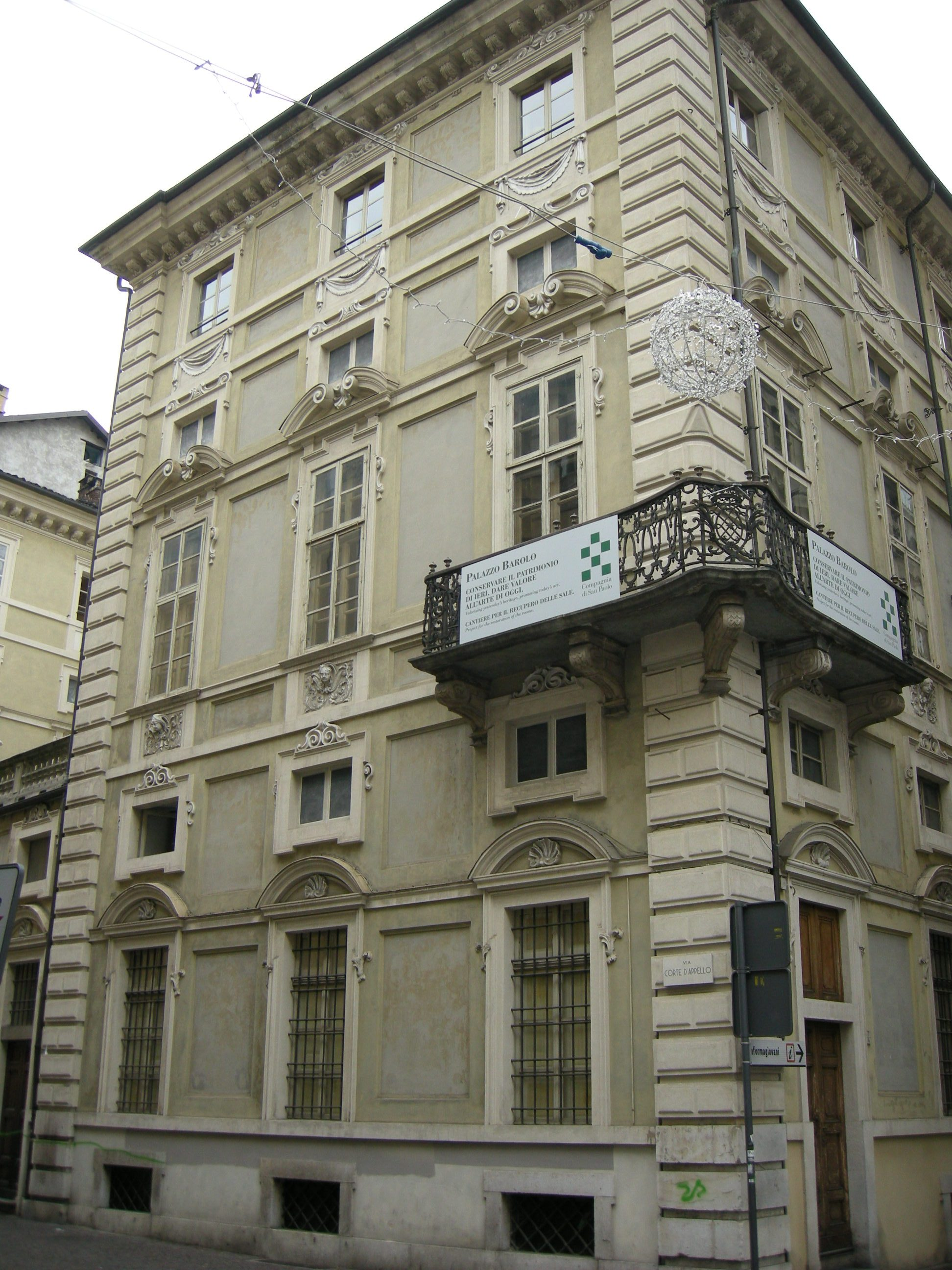
Vista do Palazzo Barolo.

O Palazzo Barolo, também conhecido como Palazzo Falletti di Barolo, é um exemplo de residência patrícia de Turim, capital do Piemonte, na Itália.
O palácio, que surge na Via delle Orfane, foi construído em finais do século XVII por Gian Francesco Baroncelli. Originalmente propriedade dos Provana de Druent, passou em herança para os Falletti di Barolo a partir de 1727. Em meados do século XVIII, estes últimos encarregaram o arquitecto Benedetto Alfieri de modificar o edifício, adequando-o ao gosto do rococó.
A escadaria ocupa o espaço central da estrutura, em vez da tradicional colocação ao lado comum nos típicos palácios nobres seiscentistas. As encenações decorativas de algumas salas do andar nobre (piano nobile) remontam a finais do século XVII; os estuques são de Pietro Somasso, as telas de Francesco Trevisani e os afrescos de Legnani.
O palácio serviu de residência a Carlo Tancredi Falletti di Barolo e à sua esposa, Giulia di Barolo (1786-1864), com os quais se extinguiu a Casa. Entre os seus hóspedes conta-se o patriota Silvio Pellico, o qual fez uma longa estadia no palácio depois de ser libertado da Fortaleza de Špilberk. 
Actualmente, o palácio serve de sede à Opera Pia Barolo e encontra-se aberto ao público. Recentemente, foram restauradas as caves do palácio, sendo utilizadas como espaço expositivo para mostras artísticas temporárias. 
Curiosamente, o palácio foi objecto duma redução para permitir o alargamento duma rua lateral (actual Via Corte d'Appello). Depois desta redução perdeu a própria simetria original. Na rua, a pavimentação marca, como memória deste facto, a obstrução causada originalmente pelo edifício.